# Hào quang ngoại tiếp

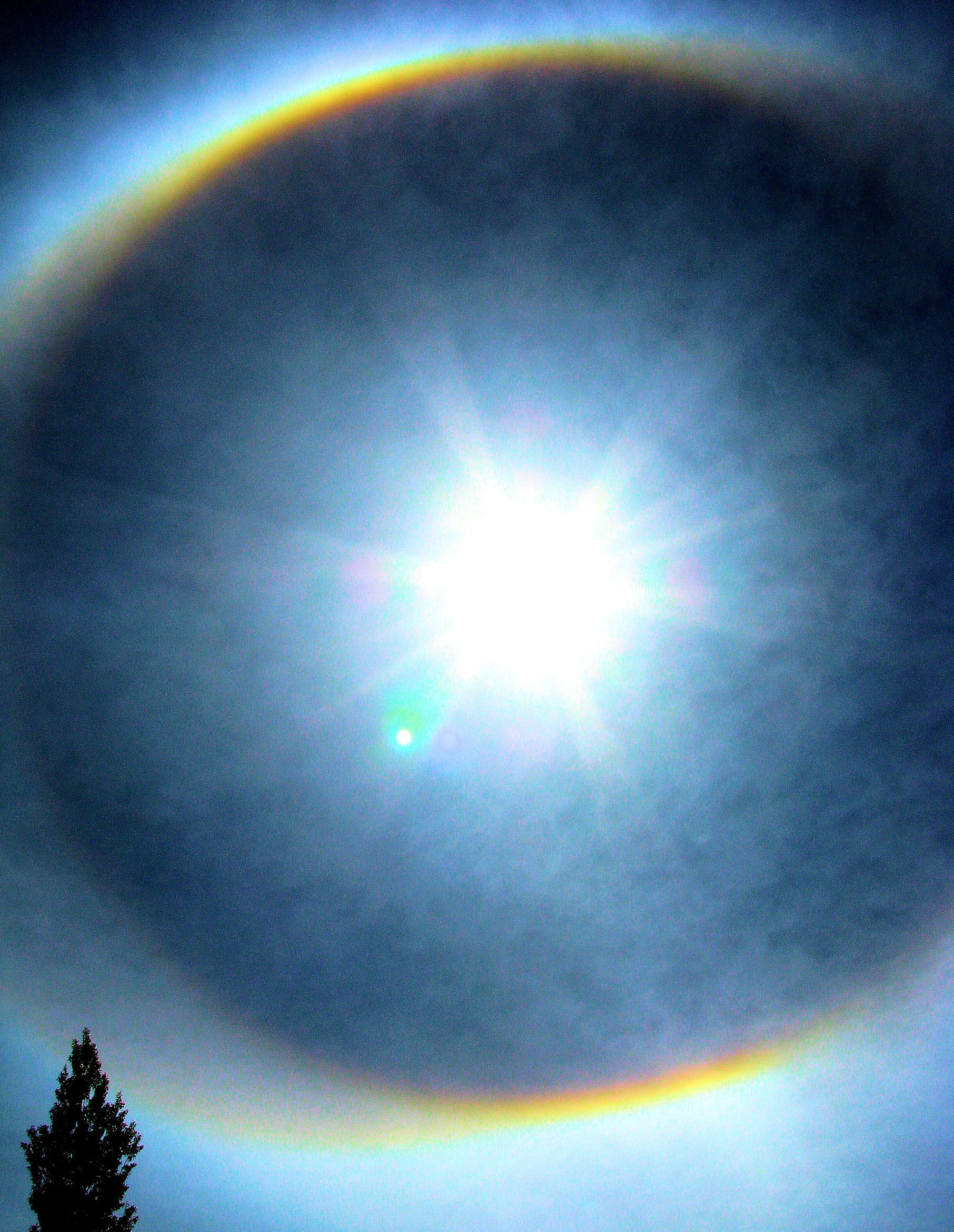
Một hào quang ngoại tiếp (vòng ngoài) cùng với một hào quang 22° (vòng trong).

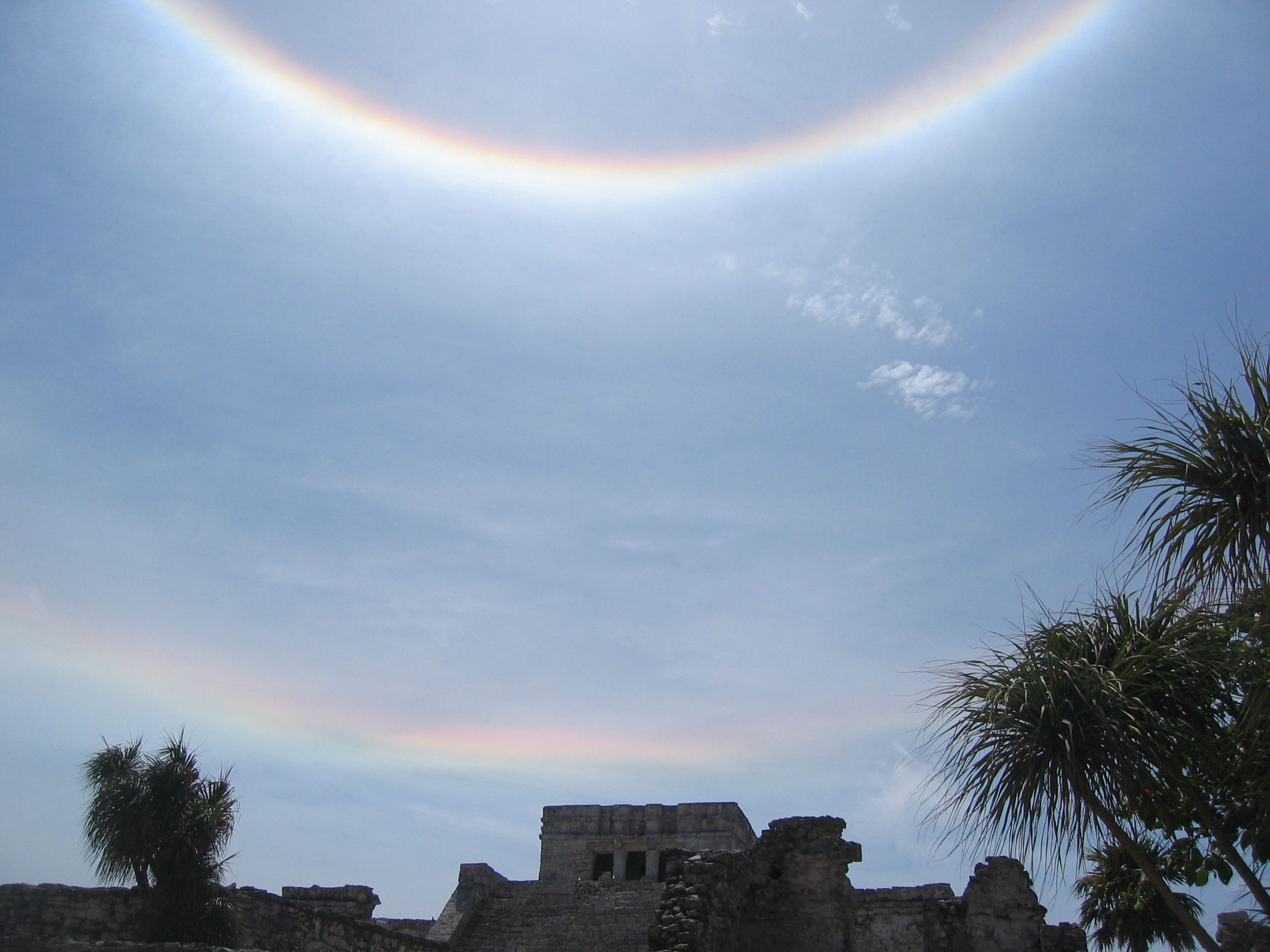
Một hào quang ngoại tiếp (phía trên) cùng với một cầu vồng lửa (phía dưới).

Hào quang ngoại tiếp (Circumscribed halo) là một loại hào quang (halo), một hiện tượng quang học thường dưới dạng một vòng tròn hình bầu dục nhiều hơn hoặc ít hơn, tiếp xúc ngoài vầng hào quang tròn 22° có tâm ở Mặt Trời hoặc Mặt Trăng.  Khi Mặt Trời mọc trên 70°, nó chủ yếu bao phủ hào quang 22°. Giống như nhiều loại hào quang khác, nó hơi đỏ ở mép trong, hướng về Mặt Trời hoặc Mặt Trăng, và hơi xanh ở cạnh ngoài.
Hình dạng của một hào quang ngoại tiếp phụ thuộc mạnh vào khoảng cách của mặt trời hoặc mặt trăng phía trên đường chân trời. Đỉnh và đáy của nó (tức là các điểm trực tiếp bên dưới và phía trên Mặt Trời hoặc Mặt Trăng) luôn nằm trực tiếp tiếp tuyến với hào quang 22°, nhưng cạnh trái và phải của nó có hình dạng khác nhau tùy thuộc vào độ cao Mặt Trời (hoặc Mặt Trăng). Ở độ cao từ khoảng 35°–50°, hai bên tạo thành hai "thùy" rủ xuống, tách rời bên ngoài hào quang 22°. Khi Mặt Trời hoặc Mặt Trăng mọc lên cao hơn (trong khoảng từ 50°–70°), độ phân rã giảm dần về phía hình bầu dục thường xuyên hơn. Ở độ cao khoảng 70° hoặc hơn, hình dạng của hào quang ngoại tiếp trở thành một vòng tròn, và như vậy trở nên gần như không thể phân biệt được với hào quang 22°, và chỉ có thể được xác định ra bởi xu hướng màu sắc bão hòa khác biệt của nó so với hào quang 22°. Khi Mặt Trời hoặc Mặt Trăng ở độ cao thấp hơn khoảng 35°, hào quang ngoại tiếp bị gãy thành các hào quang gọi là cung tiếp tuyến phía trên và phía dưới.